# بلمونت، کوئینزلند
بلمونت (به انگلیسی: Belmont) یک حومه شهر در استرالیا است که در کوئینزلند واقع شده‌است.